# Борисова (Иркутская область)
Борисова — деревня в Усольском районе Иркутской области России. Входит в состав Раздольинского муниципального образования. Находится примерно в 41 км к юго-западу от районного центра.

## Население
| 2002 | 2010 | 2011 | 2012 |
| ---- | ---- | ---- | ---- |
| 38   | ↘31  | →31  | ↘30  |

По данным Всероссийской переписи, в 2010 году в деревне проживал 31 человек (20 мужчин и 11 женщин).